# Natalija Doroschenko

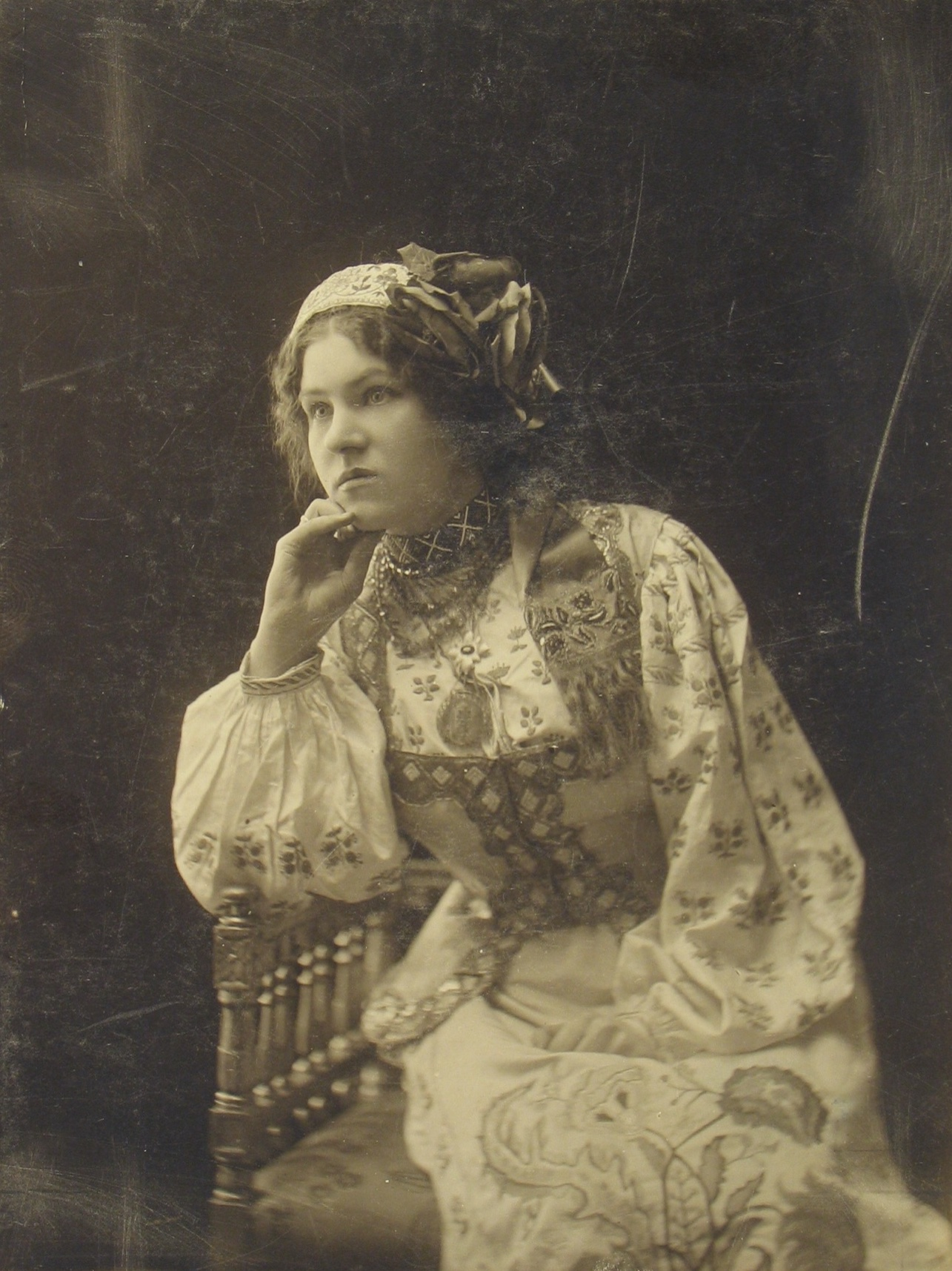
Natalija Doroschenko (ca. 1900)

Natalija Mychajliwna Doroschenko (ukrainisch Наталія Михайлівна Дорошенко, * 1. August 1888 in Nischyn, Gouvernement Tschernigow, Russisches Kaiserreich; † 17. Oktober 1970 in München) war eine ukrainische Bühnenschauspielerin.

## Biografie
Doroschenko schloss 1909 ein Studium am Lyssenko-Institut für Musik und Theater in Kiew ab. Sie zog nach Katerynoslaw, beteiligte sich aktiv an den Aktivitäten der Proswita und organisierte die Gründung von Theatern.
Von 1917 bis 1918 war sie Mitglied des Theaterrates in Kiew. Sie war eine der Organisatorinnen des Staatlichen Dramatheaters, das auf ihre Initiative von der Regierung des Hetmanats im August 1918 gegründet worden war. Als Rezitatorin der Werke von Taras Schewtschenko erhielt sie unter anderem von Petro Karmanskyj und Maksym Slawynskyj positive Kritiken.
Doroschenko emigrierte 1920 und organisierte Theater- und Kunstkurse in Prag und Warschau. Sie führte oft Oratorien auf der Bühne auf. Ab 1945 lebte sie in Augsburg, ab 1947 in Kanada und ab den 1950er Jahren in München.

## Privates
Dmytro Doroschenko war ihr Ehemann.